# Naguanagua (municipalité)
Pour les articles homonymes, voir Naguanagua.
Naguanagua est l'une des quatorze municipalités de l'État de Carabobo au Venezuela, et aussi l'une des 5 municipalités de la ville de Valencia. Son chef-lieu est Naguanagua. En 2011, la population s'élève à 157 437 habitants.

## Géographie

### Subdivisions
La municipalité est constituée d'une seule paroisse civile avec, à sa tête, sa capitale (entre parenthèses) : 
- Naguanagua (Naguanagua).